# Ілія Дяков
Ілія Дяков (болг. Илия Дяков, нар. 28 вересня 1963, Добрич) — болгарський футболіст, що грав на позиції захисника.
Виступав, зокрема, за клуби «Добруджа» та «Славія» (Софія), а також національну збірну Болгарії.

## Клубна кар'єра
У дорослому футболі дебютував 1983 року виступами за команду клубу «Добруджа» з рідного Добрича, в якій провів три сезони. 
Своєю грою за цю команду привернув увагу представників тренерського штабу клубу ЦСКА (Софія), до складу якого приєднався 1986 року. Провів у складі столичних армійців наступний сезон своєї ігрової кар'єри, проте не зміг стати гравцем основного складу.
Тому 1987 року повернувся до «Добруджі». Цього разу провів у складі цієї команди два сезони. 
1989 року перейшов до софійської «Славії», за яку відіграв три сезони. Завершив професійну кар'єру футболіста виступами за команду «Славія» (Софія) у 1992 році.

## Виступи за збірну
1985 року дебютував в офіційних матчах у складі національної збірної Болгарії. Протягом кар'єри у національній команді, яка тривала 2 роки, провів у формі головної команди країни 5 матчів.
У складі збірної був учасником чемпіонату світу 1986 року у Мексиці, на якому був запасним гравцем і на поле жодного разу не виходив.